# 臺灣電視
本條目介紹臺灣電視事業的發展沿革與現況。

## 概述
臺灣第一家具有電視台雛型的媒體機構，是中華民國教育部在1962年成立的教育電視廣播實驗電台；第一家向公眾廣播、並從事商業廣播的電視台，則是在1962年4月28日由臺灣省政府與多家臺灣、日本企業共同出資成立的臺灣電視公司（簡稱台視）；後來陸續成立中國電視公司（簡稱中視）及中華電視公司（簡稱華視），均為無線電視台。在當時特殊的政經情勢之下，當時公司股份皆為中國國民黨及相關組織，或是中華民國國防部、教育部等中華民國政府機構所持有。較晚成立的是民間全民電視公司（簡稱民視）與公共電視台（簡稱公視）。民視為台灣第一家民營無線電視台，公視及其營運機構公共電視文化事業基金會則為臺灣第一家公共媒體機構。其中，華視與公視於2006年7月1日組成台灣公共廣播電視集團（簡稱公廣集團）；為客家族群服務的客家電視台、為原住民族群服務的原住民族電視台、以及為海外華人臺僑服務的觀電視（現已解散），也在2007年1月1日併入公廣集團。之後，原住民族電視台於2014年元旦改由原住民族文化事業基金會經營，脫離公廣集團。
臺灣在1990年代之前，僅有所謂的「老三台」，即台視、中視、華視等3家電視台；目前無線電視台已擴大為8台，即台視、中視、華視、民視、公視、客家電視台、原住民族電視台、國會頻道，均為免費收視。衛星電視事業則在1990年代以後陸續開放，無線電視台也於衛星電視平台播送，用戶可自行利用大型碟型天線或小耳朵（台灣民間對體積較細的碟型天線的稱呼）接收訊號，也可於國外收看臺灣的頻道。1970年代開始發展、具有電視播送平台性質的「第四台」業者，在衛星電視台陸續成立後，開始改為中繼衛星電視頻道；第四台業者原本多屬非法，也陸續合法化及轉型為有線電視系統業者，有線電視遂在臺灣擁有極高的市場佔有率。
目前臺灣推行歐洲傳輸標準的無線數位電視（DVB-T），無線8台進行無線訊號播出，大部分頻道也用衛星進行備份傳送。陳冲內閣於2012年6月30日全面收回類比無線電視電波頻率，使臺灣全面進入數位電視時代。

## 電視台及類型
臺灣的電視台，可分為無線數位電視台（無線數位電視事業）、衛星電視台（衛星廣播電視節目供應者）、有線電視業者、MOD、有線電視數位頻道、網路電視等6大類型。
1. 無線電視台共有6家事業機構、23個頻道，以大氣電波UHF頻段傳送到地上衛星接收站以（DVB-T）發送數位訊號提供到裝有數位訊號接收盒的用戶觀看。
2. 衛星電視台則是將節目訊號發射至軌道衛星，裝有為衛星訊號接收器的用戶則透過直接接收衛星訊號，來收看電視。
3. 有線電視業者：有線電視系統業者接受衛星訊號後，傳送至用戶端收看。依據《有線廣播電視法》之規定，無線電視台必須載於有線電視上作為基本頻道提供用戶收看。
4. MOD平台：自2005年中華電信的IPTV服務「中華電信MOD」開播後，更提供了閱聽人收看電視節目的新途徑——寬頻電視，許多舊與新的衛星電視台陸續在該平台播出。
5. 有線電視數位頻道：與中華電信競爭，大同小異。如：2012年9月5日凱擘大寬頻正式推出SUPER MOD的平台服務。
6. 網路電視：通常指觀眾直接透過境外視頻網站收看或VPN渠道觀看，如：YouTube、FC2、伊莉等等。

### 免費電視
| 編號 | 名稱                                | 所屬電視台              | 開播日期       | 內容 | 發射頻道            | 格式  | 長寬比／解析度     |
| ---- | ----------------------------------- | ----------------------- | -------------- | --- | ------------------- | ----- | ------------------ |
| 1    | 中視綜合台 CTV                      | 中國電視公司            | 2004年7月1日   | 主頻道 | CH-24 （533000KHz） | H.264 | 16:9 HD 1920x1080i |
| 2    | 中視新聞台                          | 中國電視公司            | 2004年7月1日   | 新聞節目為主，也有來自同集團中天電視的片源。                                                                                           | CH-24 （533000KHz） | H.264 | 16:9 HD 1920x1080i |
| 3    | 中視經典台 CTV Classic              | 中國電視公司            | 2004年7月1日   | 綜藝娛樂節目為主，也有來自同集團中天電視及其他電視台的片源。                                                                           | CH-24 （533000KHz） | H.264 | 16:9 HD 1920x1080i |
| 4    | 中視菁采台 CTV Bravo                | 中國電視公司            | 2012年7月21日  | 其他頻道節目精選，也有同集團中天電視及其他電視台提供節目。                                                                             | CH-24 （533000KHz） | H.264 | 16:9 HD 1920x1080i |
| 5    | 公視主頻 PTS                        | 公共電視 文化事業基金會 | 2004年7月1日   | 主頻道 | CH-26 （545000KHz） | H.264 | 16:9 HD 1920x1080i |
| 6    | 公視台語台 PTS Taigi                | 公共電視 文化事業基金會 | 2004年7月1日   | 以台語族群為主要對象的電視頻道。前稱Dimo TV、公視2台，2019年7月1日改為現名。                                                             | CH-26 （545000KHz） | H.264 | 16:9 HD 1920x1080i |
| 7    | Taiwan+                             | 公共電視 文化事業基金會 | 2022年10月3日  | 全英語節目的電視頻道。 | CH-26 （545000KHz） | H.264 | 16:9 HD 1920x1080i |
| 8    | 民視主頻 FTV                        | 民間全民電視公司        | 2004年7月1日   | 主頻道 | CH-28 （557000KHz） | H.264 | 16:9 HD 1920x1080i |
| 9    | 民視第一台 FTV One                  | 民間全民電視公司        | 2004年7月1日   | 前身為「台灣交通電視台」，提供交通資訊，其他生活資訊情報等節目。目前以其他頻道節目精選為主。                                           | CH-28 （557000KHz） | H.264 | 16:9 HD 1920x1080i |
| 10   | 民視新聞台                          | 民間全民電視公司        | 2004年7月1日   | 新聞節目 | CH-28 （557000KHz） | H.264 | 16:9 HD 1920x1080i |
| 11   | 民視台灣台                          | 民間全民電視公司        | 2010年10月7日  | 以政論節目為主 | CH-28 （557000KHz） | H.264 | 16:9 HD 1920x1080i |
| 12   | 小公視 PTS XS                       | 公共電視 文化事業基金會 | 2012年7月24日  | 以儿童、青少年节目为主，部分每晚11点时段播出体育赛事。前身为台湾首个HD频道，于2008年5月15日开始试播的“HiHD”，2024年8月13日起改为现名。 | CH-30 （569000KHz） | H.264 | 16:9 HD 1920x1080i |
| 13   | 客家電視台 Hakka TV                 | 公共電視 文化事業基金會 | 2004年7月1日   | 以台灣客家族群為主要對的電視頻道 | CH-30 （569000KHz） | H.264 | 16:9 HD 1920x1080i |
| 14   | 原住民族電視台 TITV                 | 原住民族 文化事業基金會 | 2016年8月1日   | 以台灣原住民為主要對的電視頻道 | CH-30 （569000KHz） | H.264 | 16:9 HD 1920x1080i |
| 15   | 台視主頻 TTV                        | 臺灣電視公司            | 2004年7月1日   | 主頻道 | CH-32 （581000KHz） | H.264 | 16:9 HD 1920x1080i |
| 16   | 台視新聞台                          | 臺灣電視公司            | 2015年1月1日   | 新聞節目 | CH-32 （581000KHz） | H.264 | 16:9 HD 1920x1080i |
| 17   | 台視財經台                          | 臺灣電視公司            | 2004年9月1日   | 財經節目，部分時段同步播出非凡電視的節目                                                                                               | CH-32 （581000KHz） | H.264 | 16:9 HD 1920x1080i |
| 18   | 台視綜合台                          | 臺灣電視公司            | 2007年12月31日 | 其他頻道節目精選也有來自同集團非凡電視的片源。                                                                                         | CH-32 （581000KHz） | H.264 | 16:9 HD 1920x1080i |
| 19   | 華視主頻 CTS                        | 中華電視公司            | 2004年7月1日   | 主頻道 | CH-34 （593000KHz） | H.264 | 16:9 HD 1920x1080i |
| 20   | 華視教育 體育文化台                 | 中華電視公司            | 2004年7月1日   | 受國立空中大學委託製作的教學節目、其他文教節目、紀錄片、教育部體育署委託播出的體育賽事                                                 | CH-34 （593000KHz） | H.264 | 16:9 HD 1920x1080i |
| 21   | 華視新聞資訊台 CTS News Information | 中華電視公司            | 2004年7月1日   | 新聞節目 | CH-34 （593000KHz） | H.264 | 16:9 HD 1920x1080i |
| 22   | 國會頻道1台                         | 中華電視公司            | 2017年2月3日   | 立法院議事轉播 | CH-34 （593000KHz） | H.264 | 16:9 SD 704x480i   |
| 23   | 國會頻道2台                         | 中華電視公司            | 2017年2月3日   | 立法院議事轉播 | CH-34 （593000KHz） | H.264 | 16:9 SD 704x480i   |

#### 廣播制式和相關技術
2001年，台灣無線電視業界選定以DVB-T制式為數位電視的製播規格。2004年7月開播時，五家無線電視台所屬的14個電視頻道均採MPEG串流編碼。
2008年，公視在測試高畫質電視時，為了有效使用頻寬，採用H.264/MPEG-4 AVC High Profile @ Level 4壓縮格式進行影像壓縮，採用AAC壓縮技術進行音訊壓縮，透過UHF頻段地面波播送1920×1080i 59.94Hz格式的DVB-T節目。使日後其他四家無線電視台於2012年以高畫質電視轉播奧運時，也比照相同規格播出。但由於第一代數位電視機上盒或電視內建調諧器只支援MPEG串流編碼，收看高畫質電視必須改用支援H.264編碼格式的機上盒或電視機方能收看。自2017年2月3日，華視有效運用頻寬以播出5個頻道，也將標準畫質電視頻道改採H.264編碼。到2020年10月底為止，內建第一代規格數位電視調諧器的電視或機上盒，已無法收看任何頻道。
| 廣播制式         | DVB-T、DVB-T2                |
| 廣播參數         | 符號星座映射：64QAM、16QAM   |
| 訊號複用         | MPEG-TS                      |
| 視訊編碼         | H.264／MPEG-4 Part 10 MPEG   |
| 音訊編碼         | HE-AAC MPEG-1 Audio Layer II |
| 畫面解像度／幀率 | 480i60fps、1080i60fps        |

#### 牌照期限
- 無期限

### 網路電視
| 業者名稱                                                           | 頻道名稱                         | 網路播出                                                                        |
| ------------------------------------------------------------------ | -------------------------------- | ------------------------------------------------------------------------------- |
| 民間全民電視股份有限公司                                           | 民視綜藝台                       | 四季線上4gtv （页面存档备份，存于）                                             |
| 民間全民電視股份有限公司                                           | 民視影劇台                       | 四季線上4gtv （页面存档备份，存于） Hami Video （页面存档备份，存于）           |
| 民間全民電視股份有限公司                                           | 民視旅遊台                       | 四季線上4gtv （页面存档备份，存于）                                             |
| 民間全民電視股份有限公司                                           | 豬哥亮歌廳秀                     | 四季線上4gtv （页面存档备份，存于）                                             |
| 財團法人公共電視文化事業基金會                                     | 公視戲劇台                       | 四季線上4gtv （页面存档备份，存于） Hami Video （页面存档备份，存于）（需付費） |
| 八大電視股份有限公司                                               | 八大綜藝台                       | 四季線上4gtv （页面存档备份，存于）                                             |
| 時代華納（Time Warner） （美商特納傳播股份有限公司台灣分公司代理） | HLN（Headline News，頭條新聞台） | Hami Video （页面存档备份，存于）、台灣好                                       |

### 行動電視
- Hami Video
- 台灣好直播電視
- LiTV 線上影視
- 四季線上4gtv
- 歡樂看FainTV
- 亞視

## 境外播放

### 東森電視
東森電視台7個衛星電視頻道，除通過各地有線電視系統播出外，並藉由亞太2R衛星和146馬步海的C-sky-net和亞太5號衛星的D-sky直播系統向大中華地區播放。
在其他地區播放的頻道有：
| 東森亞洲衛視   | （2002年9月開播，並在香港、澳門、新加坡等地有線及寬頻電視電視落地，並通過Skynindo直播衛星平台向全亞洲播出）  |
| 東森亞洲新聞台 | （2005年1月開播，並在香港、澳門、新加坡等地有線及寬頻電視電視落地，並通過Skynindo直播衛星平台向全亞洲播出）  |
| 東森亞洲幼幼台 | （在新加坡寬頻電視落地）                                                                                     |
| 東森泰國頻道   | （由森旺國際公司經營，於2006年開播在泰國播出，節目精選自東森亞洲衛視、東森亞洲新聞台和東森幼幼三個台的內容） |
| 東森衛視台     | （在美國DishNetWork、東森中南美洲平台播出）                                                                  |
| 東森美洲新聞台 | （在美國DishNetWork、東森中南美洲、精宇衛星平台播出）                                                        |
| 東森美洲幼幼台 | （在美國DishNetWork平台播出）                                                                                |
| 東森美洲戲劇台 | （在美國DishNetWork平台播出）                                                                                |
| 東森美東台     | （在美國Comcast有線網播出）                                                                                  |
| 東森中國台     | （在美國DishNetWork平台播出）                                                                                |
| 東森超級台     | （在美國Comcast有線網播出）                                                                                  |

## 監管
臺灣的電視台的主管機關為國家通訊傳播委員會(簡稱NCC)。

### 腳註
1. ↑  目前台灣的數位無線電視服務並沒有使用邏輯頻道編號（logical channel number；LCN）的系統，此處頻道號碼純粹指能完整收到訊號時，頻道掃描的先後順序。
2. ↑  此處指於數位無線電視開播的日期。
3. ↑  中視主頻的解析度於2016年2月15日由SD轉為HD。
4. ↑  中視新聞台的解析度於2017年7月31日由SD轉為HD。
5. 1 2  中視經典台與中視菁采台的解析度於2020年8月3日由SD轉HD。
6. 1 2  公視主頻與公視台語台的解析度於2016年7月6日由SD轉為HD。
7. ↑  2022年9月8日起試播。
8. 1 2  民視無線台與民視第一台的解析度於2018年3月26日由SD轉為HD。
9. ↑  民視新聞台的解析度於2022年10月17日由SD轉為HD。
10. ↑  客家電視台開播初期由台視於CH-32負責發送無線電視訊號，台視於2006年1月1日失去製播權後，中途曾沒有在無線電視播出，直到同年1月27日經東森電視與公視協調下，改由公視負責於CH-26發送，2016年7月6日從CH-26移頻至CH-30。
11. 1 2  客家電視台解析度於2016年7月6日由SD轉為HD，並從CH-26移頻至CH-30。
12. ↑  由公視代播
13. ↑  2005年7月1日起先在有線電視頻道播送。
14. ↑  台視主頻的解析度於2014年12月29日由SD轉為HD。
15. ↑  台視新聞台的解析度於2016年12月21日由SD轉為HD。
16. ↑  台視財經台的解析度於2020年10月12日由SD轉為HD。
17. ↑  台視綜合台的解析度於2020年10月12日由SD轉為HD。
18. ↑  華視主頻的解析度於2015年10月1日由SD轉為HD。
19. 1 2  華視教育文化台與新聞資訊台的解析度於2017年2月3日由SD轉為HD。
20. ↑  適用於《第二梯次數位無線電視釋照規劃釋出規劃》的規格，惟目前本案持續延宕，目前沒有電視台採用。
21. ↑  於2016年7月公視頻道升級後不再使用。
22. 1 2  只支援第二代無線電視相關產品

### 文獻
1. ↑  臺灣電視台列表#衛星及寬頻電視台

## 外部連結
- 國家通訊傳播委員會 （页面存档备份，存于）
- TVRO亞太區域衛星接收參數
- 中國上空中文衛星參數大全
- Lyngsat廣電衛星資料網站 （页面存档备份，存于）
- 國家文化資料庫
- 中華民國電視學會 （页面存档备份，存于）
- 台灣電視資料庫 （页面存档备份，存于）